# دانشگاه ایالتی نیویورک در بافلو
دانشگاه ایالتی نیویورک در بافِلو (به انگلیسی: University at Buffalo, The State University of New York) یک دانشگاه تحقیقاتی دولتی در شهر بافلو واقع در ایالت نیویورک آمریکا است که در سال ۱۸۴۶ میلادی توسط سیزدهمین رئیس‌جمهور آمریکا یعنی میلارد فیلمور بنیان‌گذاری شده‌است.

## نگارخانه

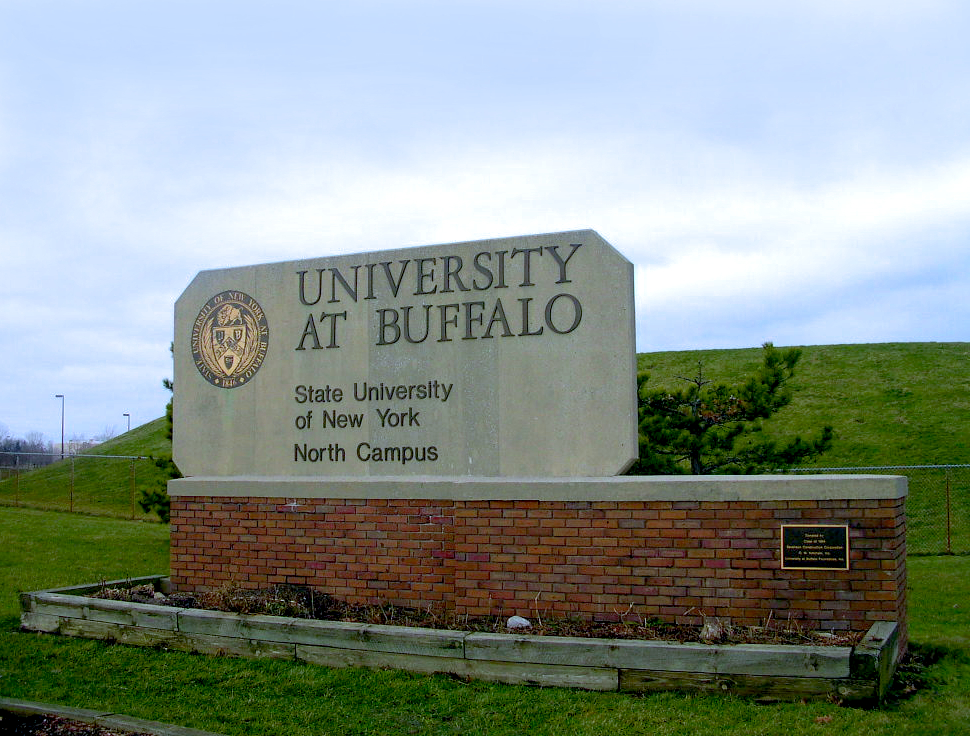
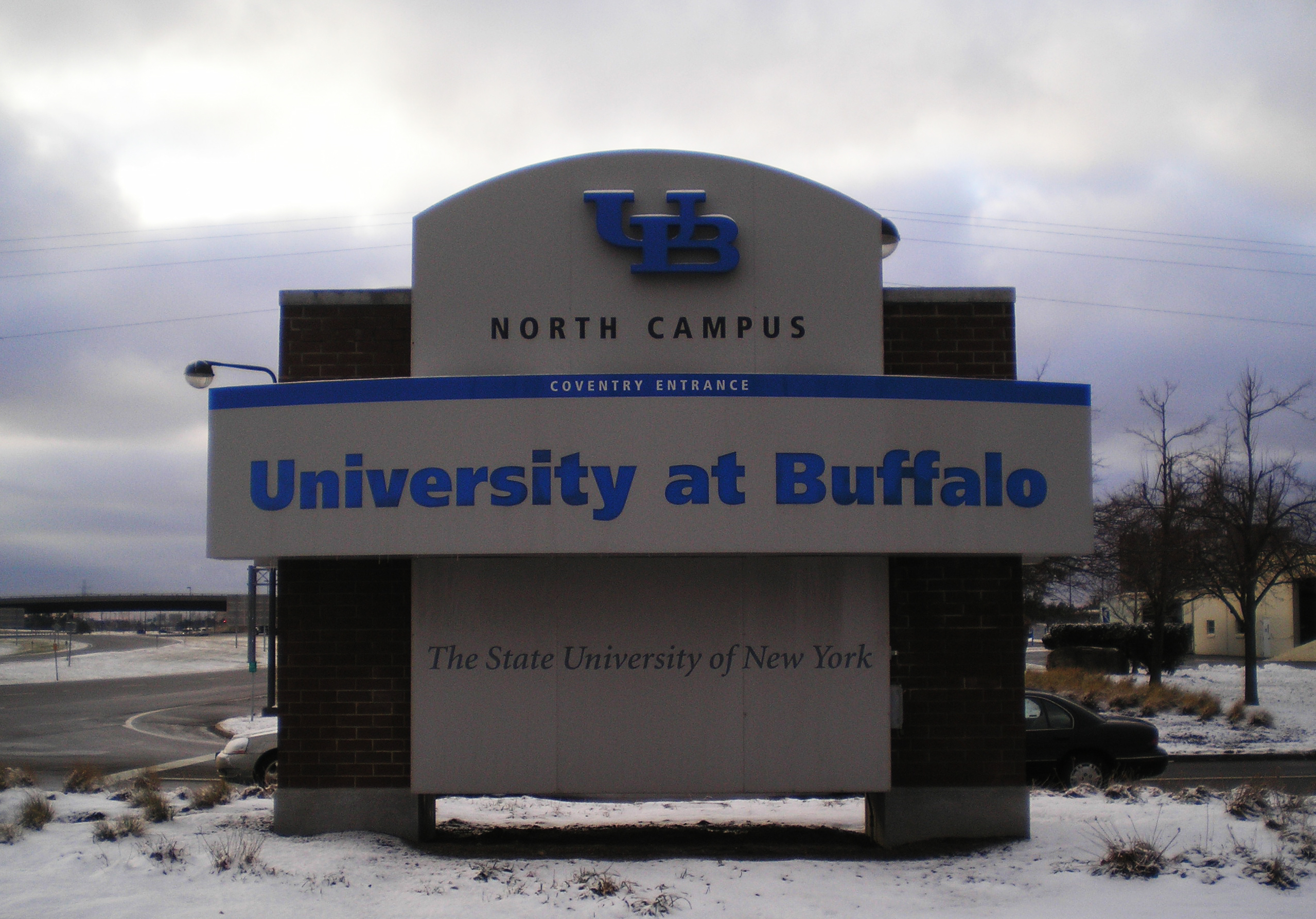
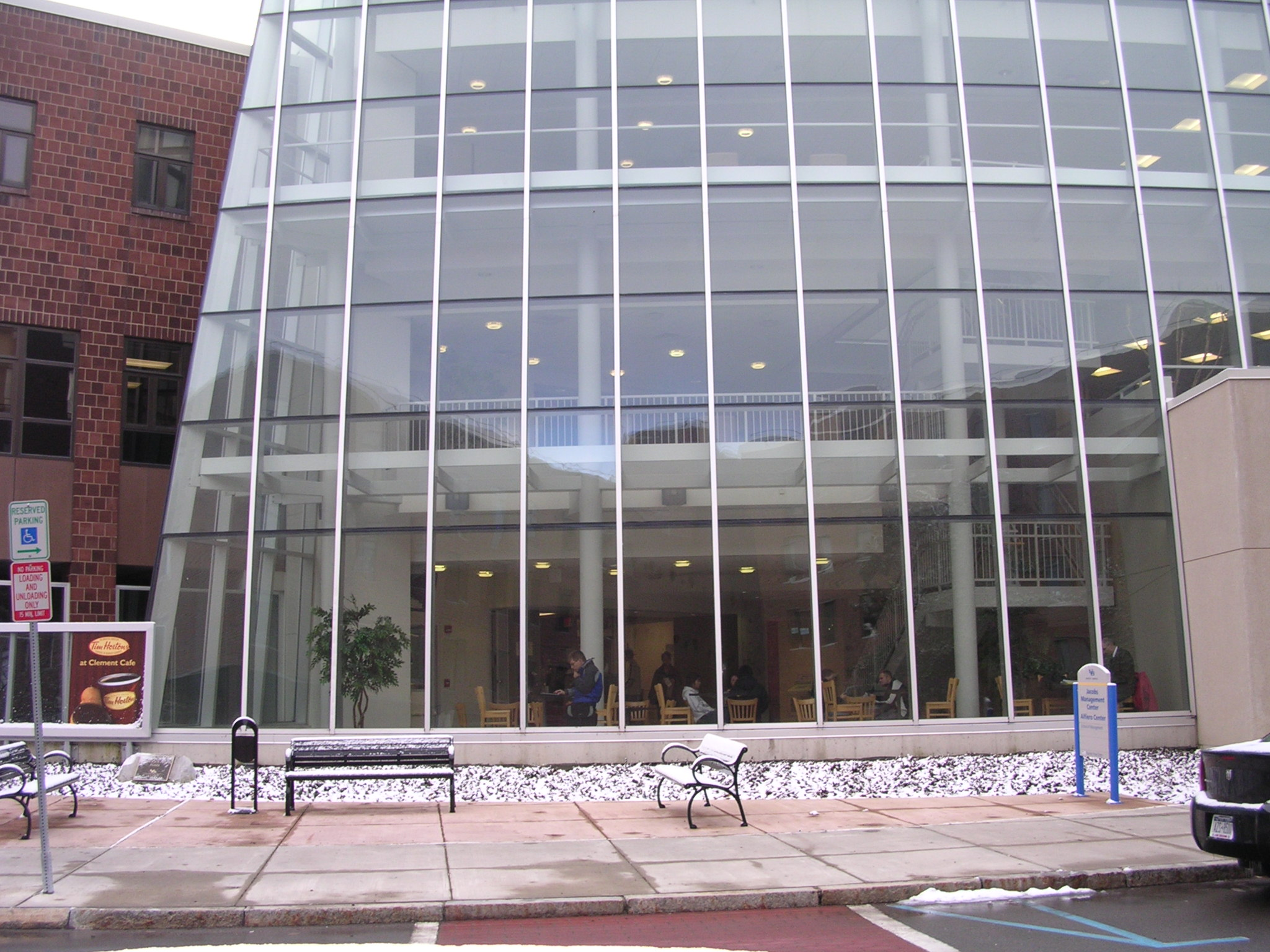
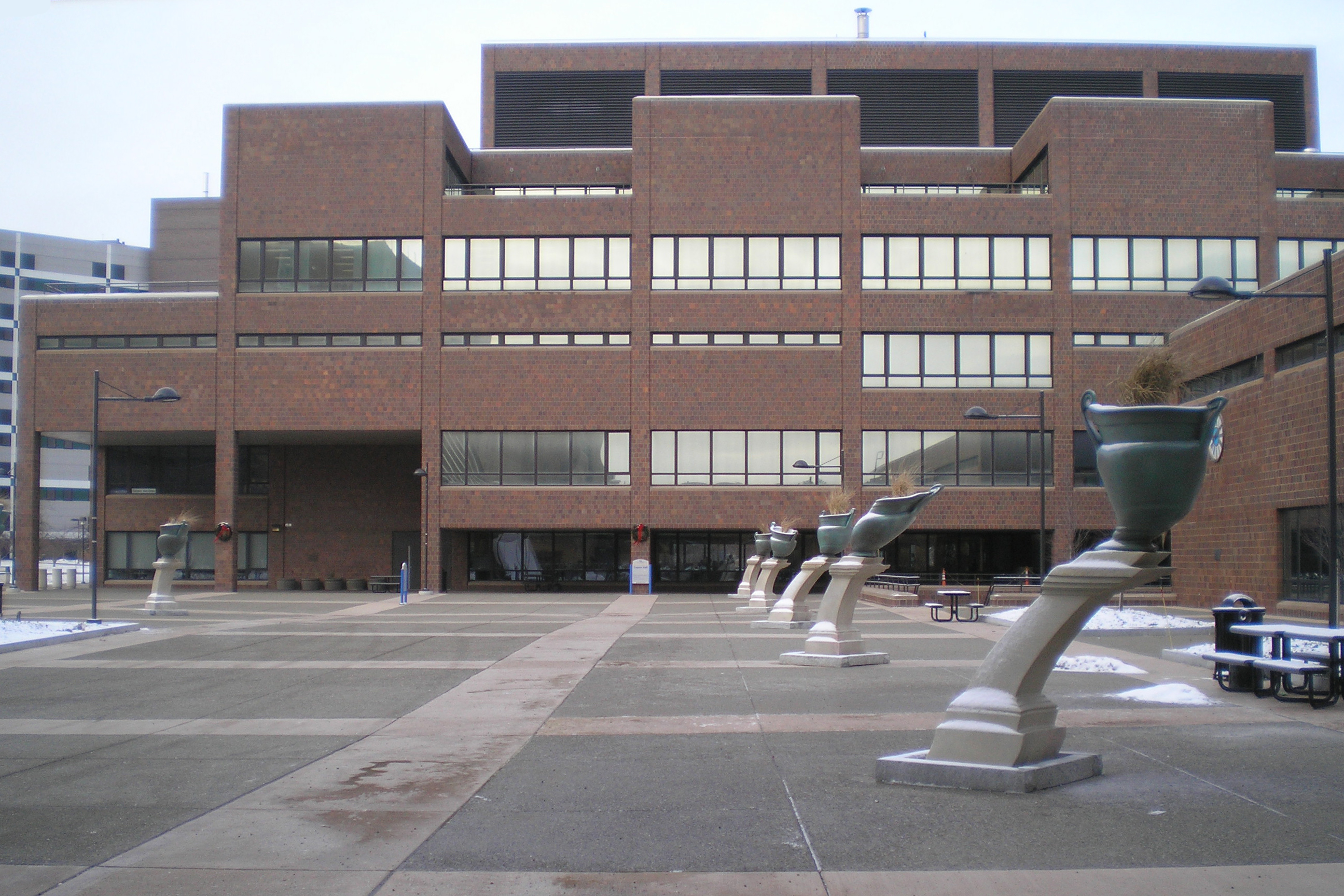
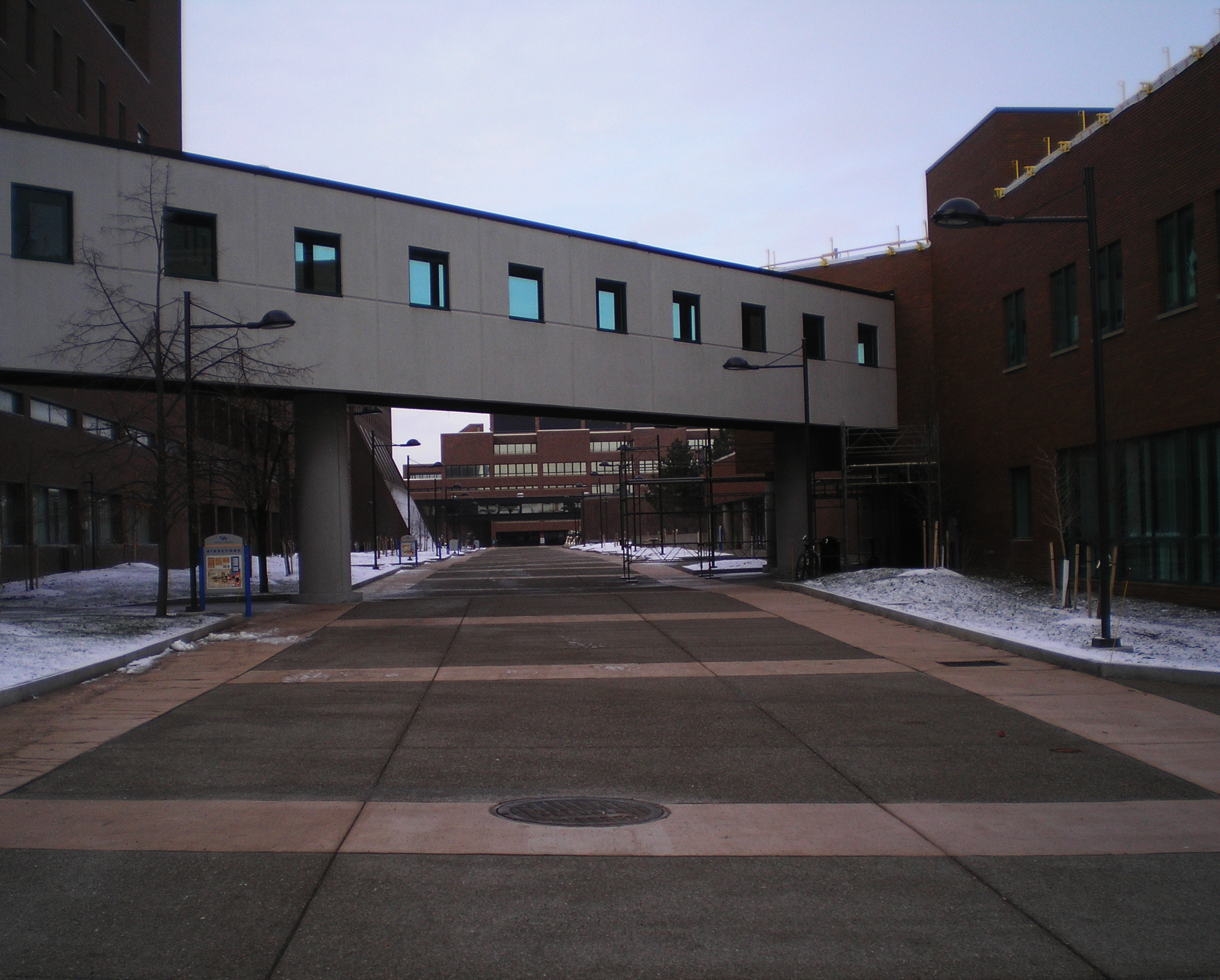